# Kurîlivka, Petrîkivka
Kurîlivka (în ucraineană Курилівка) este o așezare de tip urban din raionul Petrîkivka, regiunea Dnipropetrovsk, Ucraina. În afara localității principale, nu cuprinde și alte sate.

## Demografie
Componența lingvistică a așezării de tip urban Kurîlivka
     Ucraineană (91,92%)
     Rusă (7,33%)
     Alte limbi (0,24%)
Conform recensământului din 2001, majoritatea populației așezării de tip urban Kurîlivka era vorbitoare de ucraineană (91,92%), existând în minoritate și vorbitori de rusă (7,33%).